# Landratsamt Altenburger Land
Das Landratsamt Altenburger Land ist der Verwaltungssitz des Landkreises Altenburger Land im Osten Thüringens in der Skat- und Residenzstadt Altenburg. Vormals war es Sitz des Landratsamtes Altenburg (1900–1922), des Landkreises Altenburg (1922–1952) und des Kreises Altenburg (1952–1994). Das Hauptgebäude befindet sich in der Lindenaustraße 9.

## Geschichte

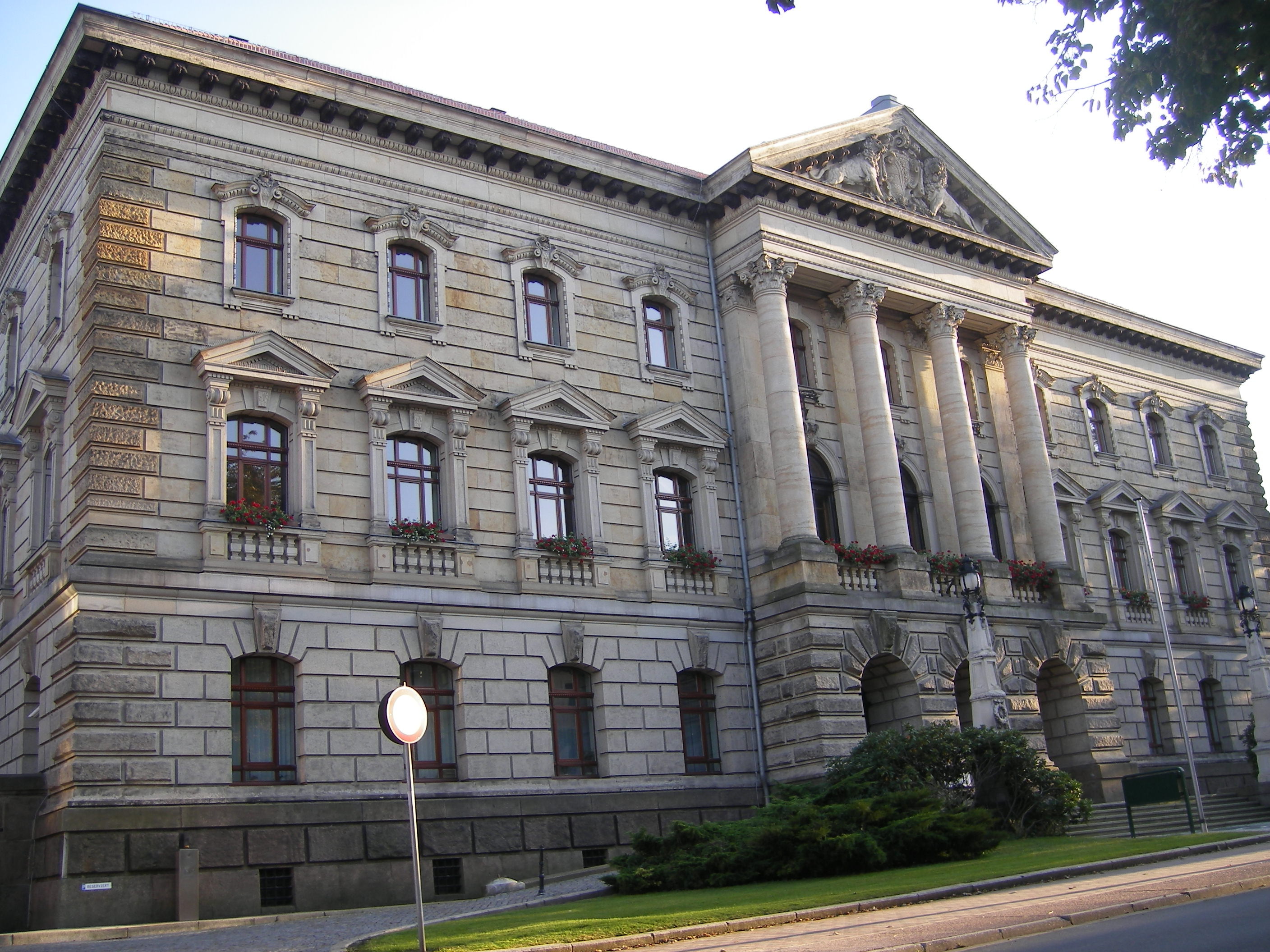
Landratsamt in der Lindenaustraße

Altenburg war seit 1826 wieder Residenzstadt des Herzogtums Sachsen-Altenburg. Aus diesem Grund wurde in den Jahren 1892 bis 1895 das herzogliche Ministerial- und Landschaftsgebäude unter dem Baurat Alfred Hermann Wanckel (1855–1925) errichtet. Zuerst erwarb man ein ungefähr 4000 m² großes Grundstück an der Lindenaustraße, direkt vor der Stadtmauer, die an dieser Stelle heute noch steht, vom Fabrikanten Hülsemann aus Altenburg. Das Gebäude wird seit seiner Errichtung als Ministerium genutzt.

## Gestaltung
Die Vierflügelanlage ist der italienischen Hochrenaissance angelehnt und ist in seinen Innenräumen einer barocken Schlossanlage nachempfunden. Der größte Raum des Gebäudes ist der Lichthof unter der Glaskuppel. Die Nordseite umfasst die offene Doppeltreppenanlage, über der sich eine Uhr befindet. Diese reiht sich in die 16 Fürstenbildnisse in den Bogenöffnungen ein. Am prunkvollsten ausgestattet ist der Landschaftssaal, benannt nach der Landschaft, den 30 Abgeordneten der Landesvertretung. Heute findet die Kreistagssitzung immer noch in diesem Saal statt, weiterhin wird er unter anderem für Feste, Konzerte und Tagungen genutzt. Der Ministerialsitzungssaal befindet sich über dem Hauptportal, der Raum ist komplett mit Kiefernholz verkleidet. Geschmückt wird der Saal zusätzlich durch fünf halbrunde Gemälde, die den Markt, das Schloss und den Schlosshof von Altenburg sowie die beiden Hummelshainer Schlösser zeigen.

## Ausstellungen
In regelmäßigen Zeitabschnitten werden im Lichthof Werke von zumeist regionalen Künstlern und Fotografen ausgestellt. Das Landratsamt hat täglich von Montag bis Freitag geöffnet.

## Verwaltungsgebäude
- Lindenaustraße 9: Fachbereich 1 – Zentrale Steuerung und Wirtschaft; Fachbereich 2 – Soziales, Gesundheit und Finanzen; Fachbereich 4 – Ordnungs- und Bürgerangelegenheiten
- Lindenaustraße 10: Fachbereich 2 – Fachdienst Sozialhilfe; Fachbereich 4 – FD Veterinärwesen und Lebensmittelüberwachung
- Lindenaustraße 31: Fachbereich 3 – Bildung und Infrastruktur
- Martin-Luther-Straße 1a: Fachbereich 4 – Fachdienste Straßenverkehr; Wohnungsbauförderung/BAföG
- Theaterplatz 7/8: Fachbereich 2 – Jugendamtsleiterin; FD Controlling FB2/Wirtschaftliche Hilfen; FD Jugendamt, Unterhalt und Vormundschaften; FD Allgemeiner Sozialer Dienst; FD Jugendarbeit/Kindertagesbetreuung; FD Schwerbehindertenrecht/Wohn- und Elterngeld
- Amtsplatz 8 in Schmölln: Fachbereich 4 – FD Bauordnung und Denkmalschutz; FD Natur- und Umweltschutz

### Weitere Einrichtungen
- Am Poschwitzer Park 7: Fleischhygiene
- Dostojewskistraße 14: Familienberatungsstelle
- Gabelentzstarße 5: Fachbereich 3 – Lindenaumuseum
- Hospitalplatz 6: Medienzentrum
- Hospitalplatz 6 in Altenburg/Karl-Liebknecht-Str. 2/4 in Schmölln: Fachbereich 3 – Volkshochschule
- Jüdengasse 7 in Altenburg/Molbitz 11 in Rositz: Fachbereich 3 – Dienstleistungsbetrieb Abfallwirtschaft und Kreisstraßenmeisterei
- Schmöllnsche Vorstadt 9 in Altenburg/Am Brauereiteich 1 in Schmölln: Fachbereich 3 – Musikschule